# Stenowithius bayoni angustus
Stenowithius bayoni angustus es una subespecie de arácnido del orden Pseudoscorpionida de la familia Withiidae.

## Distribución geográfica
Se encuentra en el sur de África.